# وادي سليمان (ملحان)

تعديل مصدري - تعديل

وادي سليمان هي إحدى قرى عزلة بني العصيفري بمديرية ملحان التابعة لمحافظة المحويت، بلغ تعداد سكانها 167 نسمة حسب تعداد اليمن لعام 2004.